# Тайган (порода собак)
Тайган, или кыргызская борзая (кирг. тайган), — кыргызская аборигенная порода собак из древней группы среднеазиатских борзых, сформировавшаяся и распространённая в экстремальных горных районах Кыргызстана, в основном в зоне Тянь-Шаня.
Важнейшая особенность породы — приспособленность к охоте в горных условиях на высоте 2—4 тысячи метров над уровнем моря. Тайганы применяются для охоты на лисицу, барсука; с группой из 2—3 собак охотятся на волка, горного барана (архара), горного козла. Может применяться для совместной охоты с беркутом. При охоте на копытных преследует подраненного зверя и удерживает его, иногда душит. Тайган промышляет сурка, успевая из засады поймать его прежде, чем зверёк скроется под землей.
Внешне похож на казахскую борзую, но отличается более крепким сложением, более массивным костяком. Тайган — крепкая пропорционально сложенная собака, среднего и выше среднего роста, с развитой мускулатурой. Голова удлиненная, сухая, несколько крупнее и грубее. Уши висячие в бурках. Спина прямая. На конце хвоста кольцо. Шерсть мягкая, на ушах, боках, плечах, бедрах — удлинённая; волосяная щётка на ногах, защищающая лапы от повреждений, хорошо развита, окрасы разнообразны.
Тайган находится на грани исчезновения. В стране осталось не более тысячи чистокровных собак этой породы.